# たなかみさき
たなか みさき（1992年11月14日 - ）は、日本のイラストレーター。

## 経歴
1992年11月14日、埼玉県に生まれる。兄がいる。日本大学藝術学部美術学科版画コースで学んだ。「版画をする中で鍛えられた線を描く力が、ゆるくて細い線を使ったいまの作風につながったのかなと思います」と、のちに回顧している。卒業後、フリーランスのイラストレーターとして活動を始めた。
2017年に初の作品集『ずっと一緒にいられない』、2020年に2冊目の作品集『あ〜ん スケベスケベスケベ!!』が刊行された。
2019年より2025年まで、J-WAVEのラジオ番組『Midnight Chime』でナビゲーターを務めた。
熊本県と東京都の2拠点で生活している。熊本では夫と暮らし、東京では友人と同居している。

## 著書

### 単著
- 『ずっと一緒にいられない』（パルコ出版、2017年）
- 『あ〜ん スケベスケベスケベ!!』（パルコ出版、2020年）
- 『大なり小なり』（文藝春秋、2025年）

### その他
- 竹中夏海著『アイドル保健体育』（イラスト、シーディージャーナル、2021年）
- 又吉直樹作『失恋カルタ』（絵札イラスト、2025年）

## 出演

### ラジオ番組
- Midnight Chime（J-WAVE、2019年 - 2025年）

### 音楽作品
- 吉澤嘉代子『女優姉妹』（「洋梨」で共同作詞・デュエット、日本クラウン、2018年）